# Jaśliska (gmina)

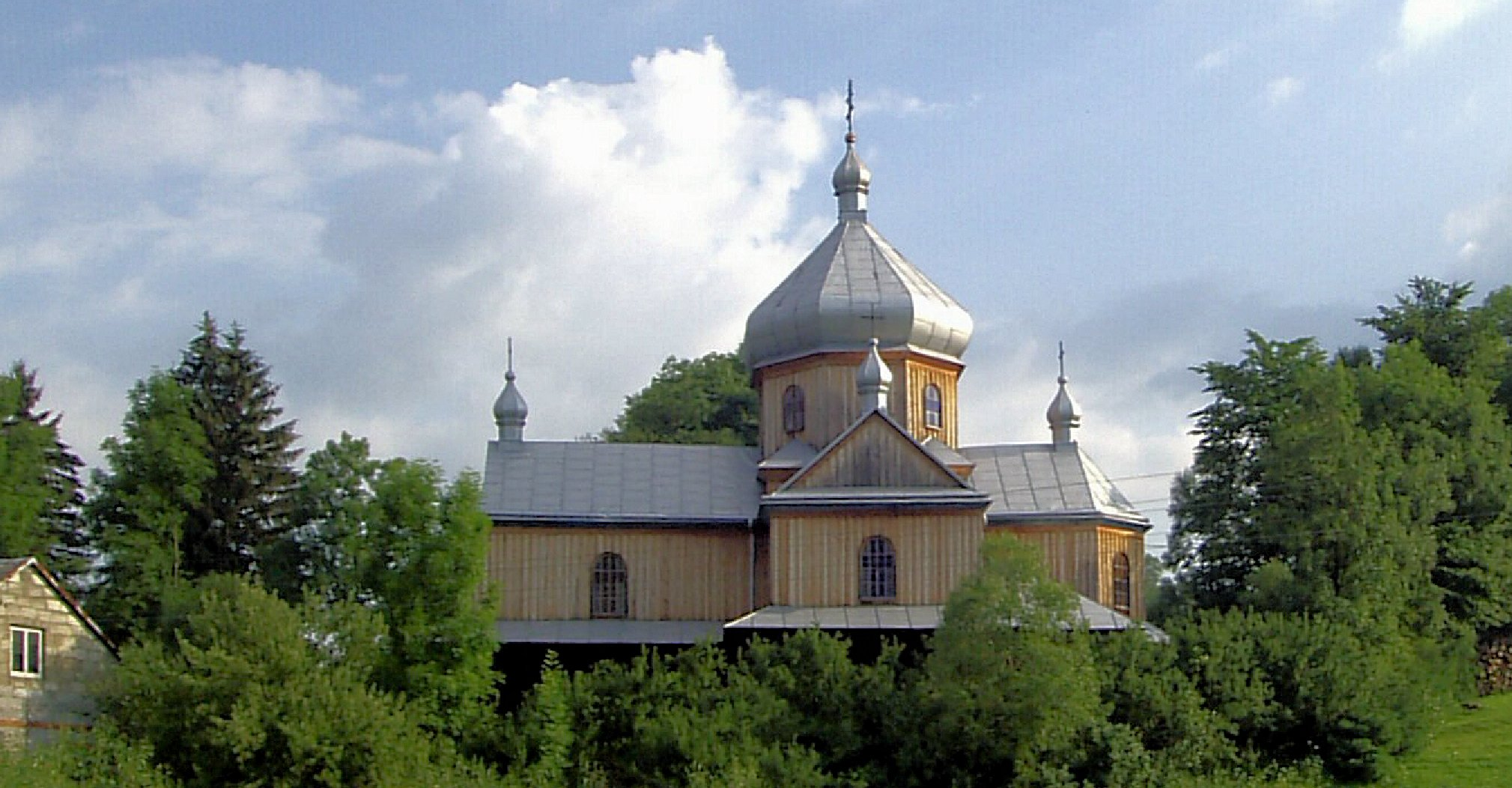
Cerkiew w Daliowej

Jaśliska – gmina wiejska w województwie podkarpackim, w powiecie krośnieńskim. Siedzibą gminy są Jaśliska.

## Historia
Jako zbiorowa gmina wiejska jednostka funkcjonowała wcześniej w latach 1934–1954 i 1973–1976 w woj. lwowskim, rzeszowskim i krośnieńskim. Siedzibą władz gminy były Jaśliska, które do 1934 Jaśliska posiadały prawa miejskie, choc za II RP funkcjonowały już jako wiejska gmina jednostkowa. 

### 1934–1954
Gmina zbiorowa Jaśliska została utworzona 1 sierpnia 1934 roku w powiecie sanockim w woj. lwowskim z dotychczasowych jednostkowych gmin wiejskich: Czeremcha, Daliowa, Darów, Jasiel, Jaśliska, Kamionka, Lipowiec, Moszczaniec, Polany Surowiczne, Posada Jaśliska, Rudawka Jaśliska, Surowica, Szklary, Wola Niżna, Wola Wyżna i Zawadka Rymanowska. Gminy te przekształcono 17 września 1934 w 16 gromad (sołectw) gminy Jaśliska.
Po wojnie gmina znalazła się w powiecie sanockim w nowo utworzonym woj. rzeszowskim. Według stanu z dnia 1 lipca 1952 roku gmina składała się nadal z 16 gromad: Czeremcha, Daliowa, Darów, Jasiel, Jaśliska, Kamionka, Lipowiec, Moszczaniec, Polany Surowiczne, Posada Jaśliska, Rudawka Jaśliska, Surowica, Szklary, Wola Niżna, Wola Wyżna i Zawadka Rymanowska.
Gmina została zniesiona 29 września 1954 roku wraz z reformą wprowadzającą gromady w miejsce gmin. Jej obszar wszedł w skład nowych gromad: Jaśliska i Wisłok Wielki w powiecie sanockim. oraz gromady Trzciana w powiecie krośnieńskim.

### 1973–1976
Gminę wiejską Jaśliska reaktywowano 1 stycznia 1973 w powiecie krośnieńskim w woj. rzeszowskim w związku z kolejną reformą administracyjną. Gmina objęła 14 obrębów ewidencyjnych w 4 sołectwach.:
- Daliowa (obręby ewidencyjne Daliowa, Szklary),
- Jaśliska (obręby ewidencyjne Czeremcha, Lipowiec, Jaśliska),
- Posada Jaśliska (obręb ewidencyjny Posada Jaśliska),
- Wola Niżna (obręby ewidencyjne Darów, Jasiel, Moszczaniec, Polany Surowiczne, Rudawka Jaśliska, Surowica, Wola Wyżna).

Nowa gmina Jaśliska objęła obszar nieco mniejkszy niż w odsłonie sprzed 1954 roku, ponieważ w jej skład nie weszły Kamionka i Zawadka Rymanowska, które włączono do gminy Dukla w powiecie krośnieńskim.
W 1974 roku liczyła 2348 mieszkańców.
1 czerwca 1975 roku gmina znalazła się w nowo utworzonym woj. krośnieńskim.
2 lipca 1976 roku gmina została zniesiona, a jej tereny włączono do gmin:
- Dukla – obszary sołectw: Daliowa (Daliowa i Szklary), Jaśliska (Jaśliska, Lipowiec i Czeremcha), Posada Jaśliska (Posada Jaśliska) oraz część obszaru sołectwa Wola Niżna (Wola Niżna i Wola Wyżna);
- Komańcza – część obszaru sołectwa Wola Niżna (Darów, Jasiel, Moszczaniec, Polany Surowiczne, Rudawka Jaśliska i Surowica).

### Reaktywacja w 2010
Wniosek o reaktywowanie gminy Jaśliska w 2006 roku spotkał się z negatywną opinią MSWiA, które uznało, że dążenie do podziału gmin jest tendencją przeciwną do kierunku polityki państwa, polegającej na utrzymaniu jednostek dużych i silnych, gdyż takie jednostki posiadają większe możliwości budżetowe, większą zdolność absorpcji środków unijnych, a także efektywniej gospodarują środkami publicznymi. Projektowana gmina Jaśliska liczyłaby zaledwie 2077 mieszkańców i byłaby jednostką o słabym potencjale gospodarczym, co miałoby wpływ na jej niewielkie możliwości dochodowe. Także, proponowany podział spowodowałby osłabienie pozycji nowo powstałych gmin Dukla i Jaśliska, zwłaszcza ich zdolności finansowych i inwestycyjnych.
31 marca 2008 radni z Dukli podjęli ponowną uchwałę o podziale gminy i utworzeniu z jej części nowej gminy Jaśliska. Wniosek złożony w tym roku oparty był na dokumentach załączonych do wniosku rozstrzygniętego negatywnie dwa lata temu. W tej sytuacji MSWiA uznało, że w przypadku negatywnych rozstrzygnięć zainteresowani wnioskodawcy mogą ponownie wystąpić do ministra właściwego do spraw administracji publicznej, lecz wnioski te muszą być opracowane na nowo. W tej sytuacji wniosek Dukli o utworzeniu nowej gminy Jaśliska pozostał bez rozpatrzenia.
Po trzeciej próbie, zgodnie z rozporządzeniem Rady Ministrów z dnia 28 lipca 2009 roku, gmina została reaktywowana 1 stycznia 2010. Tym razem MSWiA pominęło uwarunkowania ekonomiczne, uzasadniając pozytywną decyzję argumentami socjalnymi i geograficznymi, takimi jak: wola mieszkańców lokalnej społeczności, lokalne więzi społeczne, historyczne i gospodarcze, jednorodność terytorium pod względem osadniczym oraz zwartość zamieszkałego terenu i jego znaczne oddalenie od siedziby dotychczasowej gminy Dukla, co stanowiło znaczne utrudnienie – zwłaszcza w okresie zimowym – ze względu na trudne warunki terenowe (położenie w obszarze górskim). Na obszar gminy złożyły się następujące wsie wchodzące dotychczas w skład gminy Dukla: Czeremcha, Daliowa, Jaśliska, Lipowiec, Posada Jaśliska, Szklary, Wola Niżna, Wola Wyżna.
1 stycznia 2017 roku do gminy włączono jeszcze z gminy Komańcza obręby ewidencyjne: Darów o powierzchni 955,86 ha, Jasiel o powierzchni 1341,99 ha, Moszczaniec o powierzchni 1508,87 ha, Polany Surowiczne o powierzchni 1508,15 ha, Rudawka Jaśliska o powierzchni 422,97 ha, i Surowica o powierzchni 984,87 ha (czyli obszary należące do gminy Jaśliska przed jej zniesieniem w 1976 roku).

## Demografia
- Dane z dnia 31.12.2017 roku[1].

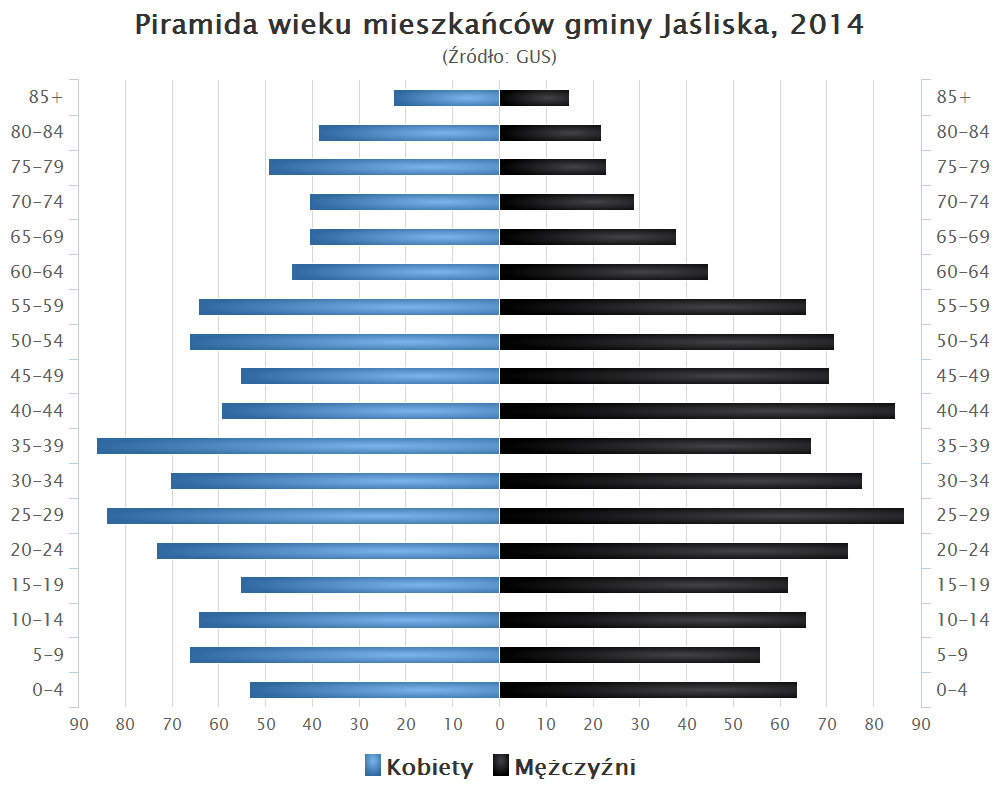
Piramida wieku mieszkańców gminy Jaśliska w 2014 roku

| Opis                              | Ogółem | Ogółem | Kobiety | Kobiety | Mężczyźni | Mężczyźni |
| --------------------------------- | ------ | ------ | ------- | ------- | --------- | --------- |
| jednostka                         | osób   | %      | osób    | %       | osób      | %         |
| populacja                         | 2227   | 100    | 1131    | 50,8    | 1096      | 49,2      |
| gęstość zaludnienia (mieszk./km²) | 21     | 21     | 11      | 11      | 10        | 10        |

## Sołectwa
Daliowa, Jaśliska, Moszczaniec, Posada Jaśliska, Szklary i Wola Niżna

## Miejscowości niesołeckie
Darów, Czeremcha, Jasiel, Lipowiec, Polany Surowiczne, Rudawka Jaśliska, Surowica, Wola Wyżna

## Sąsiednie gminy
Dukla, Komańcza, Rymanów